# QBZ-95
Súng trường tự động kiểu 95 (tiếng Trung: 95式自動步槍), còn được biết với tên mã thông dụng là QBZ-95, là loại súng trường tấn công được chế tạo bởi Xưởng 266 (một phần của Tập đoàn Công nghiệp Phương Bắc - Norinco) và Xưởng 296 thuộc tập đoàn Kiến Thiết Nam Trung Hoa cho quân Giải phóng Nhân dân Trung Quốc của Cộng hòa Nhân dân Trung Hoa cũng như lực lượng thi hành công vụ tại nước này. Nó sử dụng một loại đạn được thiết kế riêng là loại 5.8x42mm DBP87. QBZ-95 đã được thiết kế để trở thành một loại súng thông dụng. Các biến thể của nó là ngắn, dài, súng máy hạng nhẹ.

## Phát triển
Vào cuối những năm 1980, Cộng hòa Nhân dân Trung Hoa đã cố gắng để phát triển một loại đạn riêng là loại 5.8x42mm DBP87, với mục đích cố gắng vượt các loại đạn 5,56x45mm của NATO và 5,45x39mm của Liên Xô. Ngay khi loại đạn mới sẵn sàng để sử dụng việc nghiên cứu QBZ-95 được tiến hành ngay sau đó.
Nó được đưa vào sử dụng thử nghiệm vào năm 1995, QBZ-95 được nhìn thấy trang bị lần đầu tiên là khi Trung Quốc tiếp quản Hồng Kông năm 1997 điều đó cho thấy Trung Quốc đang tìm kiếm một thiết kế hiện đại mới cho vũ khí của mình và thiết kế bullpup đã được chọn vì đã có thiết kế của khẩu súng bắn tỉa QBU-88 đã gần như là một loại súng trường tấn công hơn là bắn tỉa nên chỉ cần phát triển và thay đổi một chút để biến nó thành một loại súng trường tấn công chuyên dụng. QBZ-95 đã được chế tạo thành rất nhiều biến thể để dùng cho các mục đích khác nhau nhưng chỉ khác nhau về chiều dài và kích cỡ còn cơ chế hoạt động thì giống y nhau hay chỉ sử dụng loại đạn khác. Dòng QBZ-95 hiện đã được trang bị đại trà trong quân Giải phóng Nhân dân Trung Quốc và các lực lượng đặc nhiệm.

## Thiết kế
QBZ-95 sử dụng thiết kế bullpup để giảm chiều dài và trở nên cơ động hơn trong môi trường hẹp. Nó cơ chế nạp đạn bằng khí nén với hệ thống trích khí ngắn. Thân súng làm bằng vật liệu tổng hợp để có trọng lượng nhẹ, tuy nhiên nó không phải là vũ khí cho người thuận tay trái hay bắn phía vai trái vì đó là nơi mà khóa nòng sẽ tống vỏ đạn nóng ra nếu bắn ở vị trí đó người sử dụng sẽ làm bị thương chính mình. Nút điều chỉnh chế độ bắn cũng như khóa an toàn nằm phía tay trái ngay sau hộp đạn với ba chế độ bắn là từng viên, ba phát một lần bắn hay hoàn toàn tự động. Nó có thể gắn thêm lưỡi lê hay ống phóng lựu dưới nòng súng.
QBZ-95 có hệ thống điểm ruồi và thước nhắm hiệu quả trong khoảng từ 100 – 500 m. Nó có thể gắn ống nhắm hay bộ phận nhìn trong đêm. Các mẫu thử nghiệm của súng vẫn có thể hoạt động sau khi bị đặt trong các môi trường cực đoan hay sau khi bị ngâm nước.

## Các biến thể
QBZ-95 cũng có các kích cỡ cũng như chiều dài khác nhau để phù hợp với mục đích sử dụng hiện nay nó có các mẫu như QBZ-95B carbine, QBZ-95 tiêu chuẩn và súng máy hạng nhẹ QBB-95.
Ngoài ra QBZ-95 còn có các biến thể dành cho việc xuất khẩu sử dụng các loại đạn tiêu chuẩn như QBZ-97, QBZ-97A, QBZ-97B và QBB-97 dùng đạn 5,56x45mm NATO hay .223 Remington.

## Các quốc gia sử dụng
- Trung Quốc
- Campuchia
- Lào
- Iran
- Myanmar
- Sri Lanka